# Susanna Kaysen
Susanna Kaysen, född 11 november 1948 i Cambridge, Massachusetts, är en amerikansk författare. Hon är mest känd för att ha skrivit den självbiografiska boken Girl, Interrupted från 1993, som filmatiserades 1999 med Winona Ryder i huvudrollen. Bokens och filmens svenska titel är Stulna år. Filmen vann en Oscar för bästa kvinnliga biroll (Angelina Jolie).
År 1968 sköljde Kaysen ner en burk piller med en flaska vodka, vilket uppfattades som ett självmordsförsök. På grund av detta fick hon diagnosen borderline personlighetsstörning och lades in på ett mentalsjukhus. Boken Stulna år handlar om hennes erfarenheter från mentalsjukhuset.